# Corpus Christi College (Oxford)

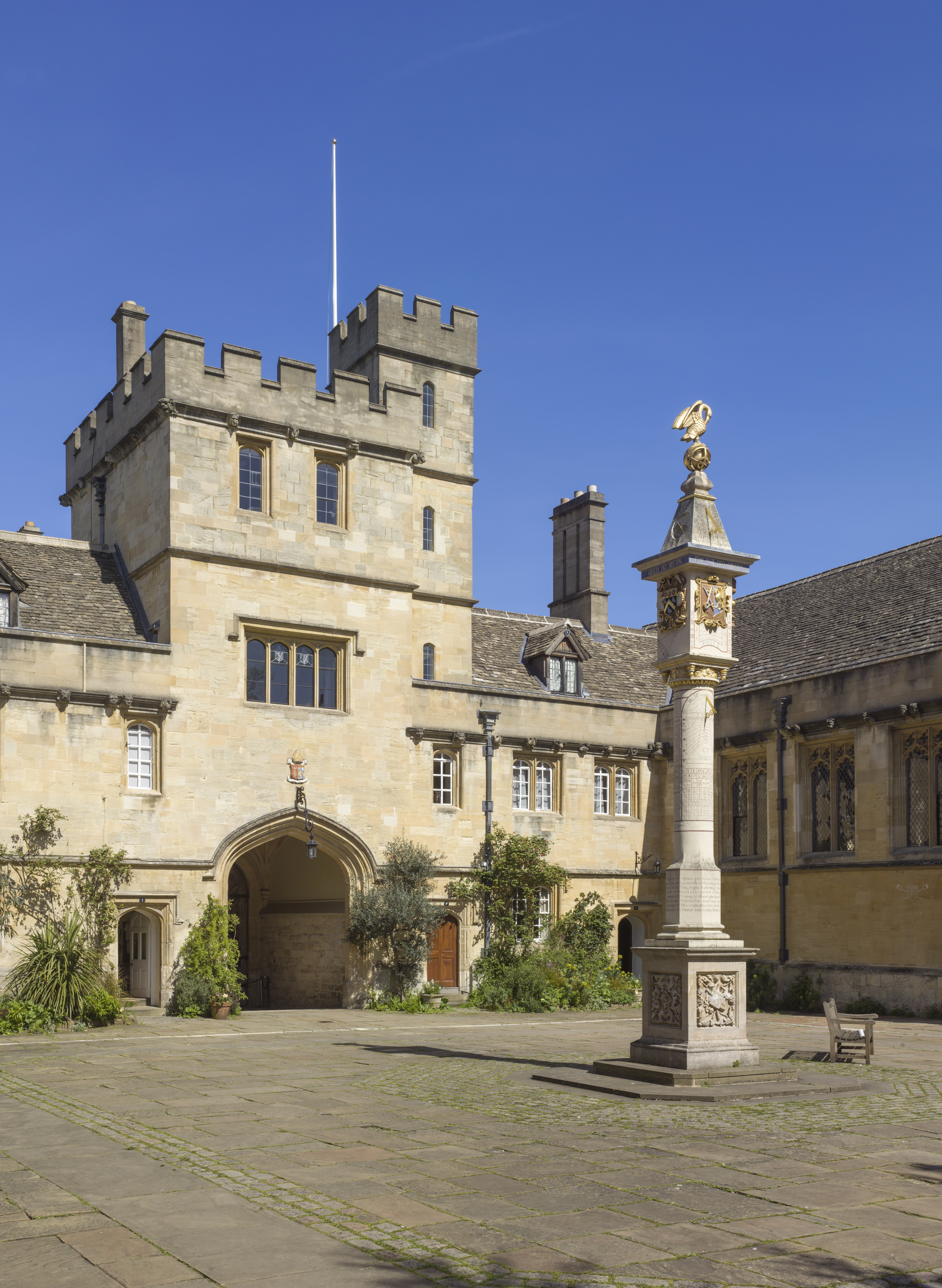
Corpus Christi College

Het Corpus Christi College is met ongeveer 250 studenten en 40 docenten een van de kleinere colleges van de Universiteit van Oxford.
Het college werd in 1517 gesticht door Richard Fox, achtereenvolgens bisschop van Exeter, Bath and Wells, Durham en Winchester, en Lord Privy Seal.
De belangrijkste bezienswaardigheid is een door Charles Turnbull in 1581 ontworpen zonnewijzer. Boven op deze zonnewijzer bevindt zich een vergulde pelikaan die haar borst openpikt, het christelijke symbool van moederliefde.